# Espardenya
|  | Aquest article tracta sobre la peça de calçat. Vegeu-ne altres significats a «espardenya (animal)». |

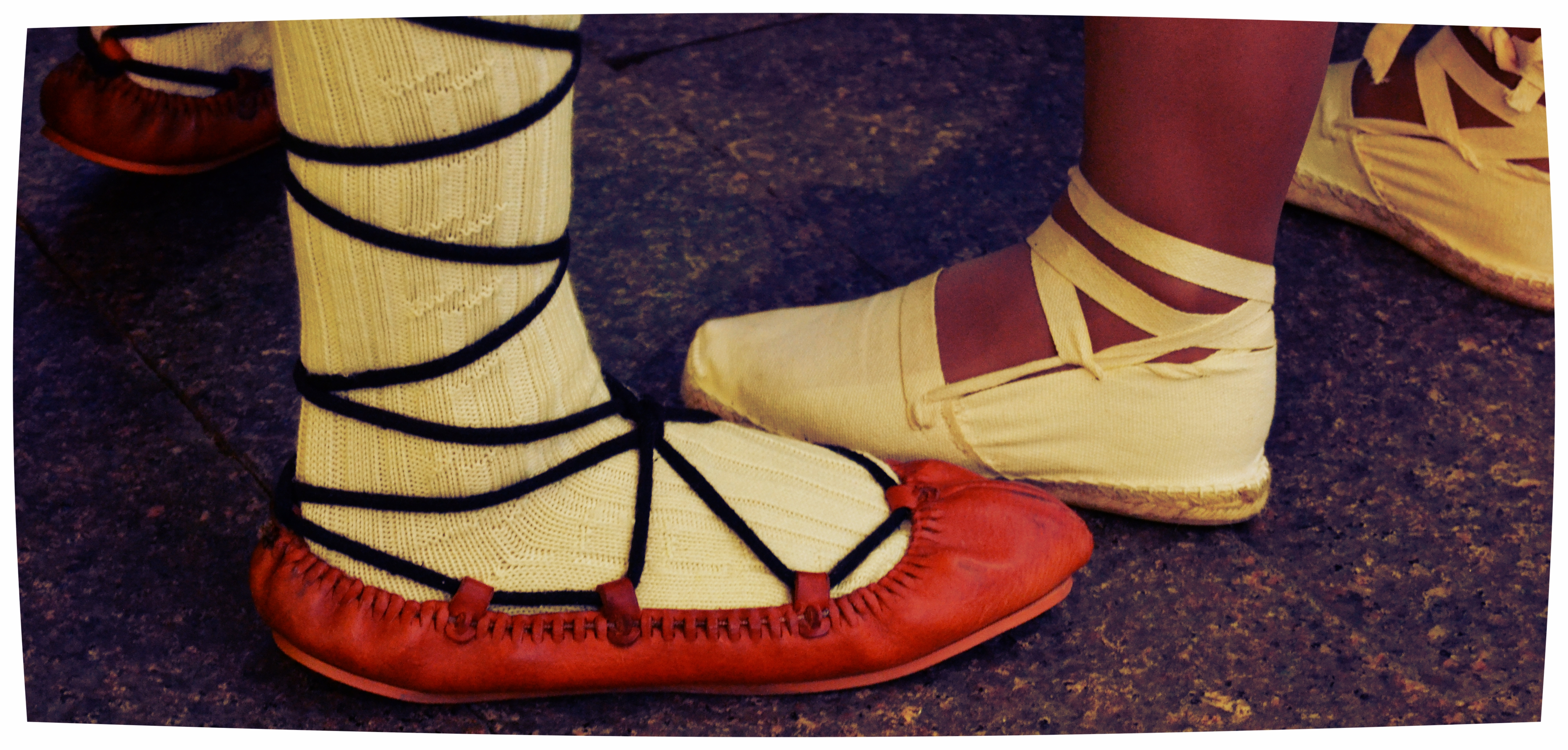

L'espardenya és una peça de calcer lleugera de fibres naturals (com el cotó, pells d'animal, vímet o lona) amb una sola de cànem, fibra d'espart (origen del seu nom), fique, jute o caranday, tradicional a moltes regions càlides del món. Tenen una impermeabilitat a l'aigua deficient, però tenen una bona permeabilitat a l’aire que afavoreix la transpiració dels peus i absorbeix la suor. A Catalunya, les Illes Balears, l'Aragó i el País Valencià, així com a les comarques murcianes frontereres amb aquest, com la Vall de Ricote i l'Horta de Múrcia, ha agafat caire de calçat nacional.
Aquestes sandàlies són molt populars a banda i banda dels Pirineus, des de Catalunya fins al País Basc (anomenades espartina), on han suplantat l'avarca tradicional. Ha estat el calçat tradicional tant masculí com femení de la gent de pagès (sobretot a zones poc humides), i també de les classes populars urbanes. També es fan servir per a ballar sardanes i jotes, els trabucaires i el ball de bastons com a complement folklòric, entre altres manifestacions de la cultura popular catalana. A més, les espardenyes, com les avarques menorquines, són avui les sabates més populars per als catalans. En algunes contrades la paraula «espardenya» es fa servir per referir-se a qualsevol calçat en general.
A Catalunya, el cànem fa temps que es cultiva per fer cordes, teixits i espardenyes. Als Pirineus, a causa del clima (humitat, pluja i neu), les espardenyes no eren tan pràctiques com les sabates de cuir (sabates i avarques) o de fusta (esclops), sinó que es produïen per a ser venudes a la ciutat. És per aquesta raó que es fan especialment als contraforts pirinencs del sud de Catalunya per vendre-les al sud i a l'Alt Vallespir al nord, per vendre-les a França (espadrille). Es realitzen especialment a Tortellà, Sant Llorenç de Cerdans i la Farga d'Avall (Pirineus Orientals).
Les espardenyes també s'utilitzen tradicionalment a la Xina i a l'Amèrica Llatina.

## Etimologia
El terme «espardenya» prové directament de la paraula «espart», un dels materials més típics usats per fer la sola (junt amb cànem i el jute), o a vegades fins tota la sabata inclús les vetes. El terme «espart», al seu torn, prové del llatí spartum o sparton, i aquest del grec antic σπάρτος o σπάρτοv, que vindria a dir ‘espècie de ginesta emprada per a trenar cordes' ‘espart’. La referència més antiga escrita del terme «espardenya» en català que ens ha arribat és del 1317.
Com a curiositat, afegir que, d'acord amb el CNRTL (Centre National de Ressources Textuelles et Lexicales) de França, el terme francès «espadrille» (documentat el 1793), prové de la metàtesi del terme manllevat de l'occità «espardi(l)hos» (sandàlies d'espart), derivat de l'occità antic «espart», també del grec antic σπάρτος «spártos».

## Descripció
Les espardenyes tenen una sola trenada de cànem, jute, espart, o pita (atzavara, Agave americana), amb una empenya de vetes o de roba gruixuda o lona, o una combinació de vetes i roba. També tenen una puntera i taló de roba gruixuda (de cotó o lli), i generalment porten dues vetes per subjectar-les al turmell o la cama. Les espardenyes són molt lleugeres (quan no estan molles), s'agafen bé al terra i són molt primes. S'adapten bé al peu i son econòmiques.
Actualment s'ha industrialitzat parcialment la seva fabricació i, tot i que la sola continua sent trenada, ara es subjecta a un procés de vulcanització per unir-la a una estructura troquelada de sola de cautxú exterior. Els fils usats per cosir la sola tradicionalment son de cànem.
L'empenya de l'espardenya es teixeix artesanalment en telers triangulars casolans utilitzant fil de cotó, combinant diferents colors.
Hi ha una gran varietat de tipus d'espardenyes, fonamentalment dividides en dues classes: les que s'ajusten amb cintes (vetes) i les que no (sense vetes). També es pot dividir entre planes (com les tradicionals), i les de taló (que solen incorporar una falca). En l'actualitat és freqüent que la sola d'espart estigui recoberta totalment o parcialment d'una fina capa de cautxú, per a protegir-les de la humitat i el desgast.

## Història
Es creu que l'espardenya va tenir el seu origen en la plantofa egípcia, en la qual després es van inspirar els romans per elaborar una plantofa coberta i protegir el peu del sol i la calor. Hi ha referències escrites en català des de l'any 1322 on es descriu les espardenyes tal com són avui i ja es diuen pel seu nom en català, «espardenya», cosa que dona fe de la seva antiguitat.
A Catalunya, des de l'edat mitjana, l'espardenya s'ha portat amb cordons llargs lligats al voltant del turmell o sense cordons. Hi ha diferents tipus segons el color utilitzat i la disposició del teixit, el més comú és espardenya. Als Pirineus Orientals, on es diu espardenya vigatana, fins a mitjan segle xx s'utilitzava en qualsevol moment, com anar a treballar la terra, a ballar o a passejar. Per la seva lleugeresa fou utilitzada per les tropes lleugeres de la corona catalanoaragonesa. Al segle xvii, al Regne de València estava prohibit oferir, vendre, ensenyar a fer o fins i tot fer espardenyes davant jueus, àrabs o altres persones «que no siguin de la nostra nació». A Mallorca, els espardenyers formaven part del mateix col·legi professional que els corders: el col·legi de Santa Caterina, fundat el 1511.

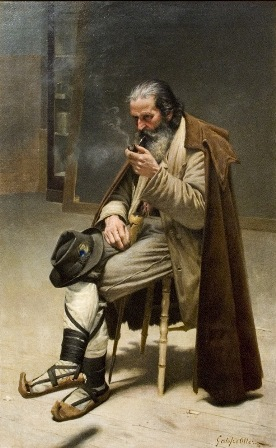
Espardenyes tradicionals en aquesta pintura de Francesc Galofré. Un model,1894 que es pot trobar a la Biblioteca Museu Víctor Balaguer de Vilanova i la Geltrú
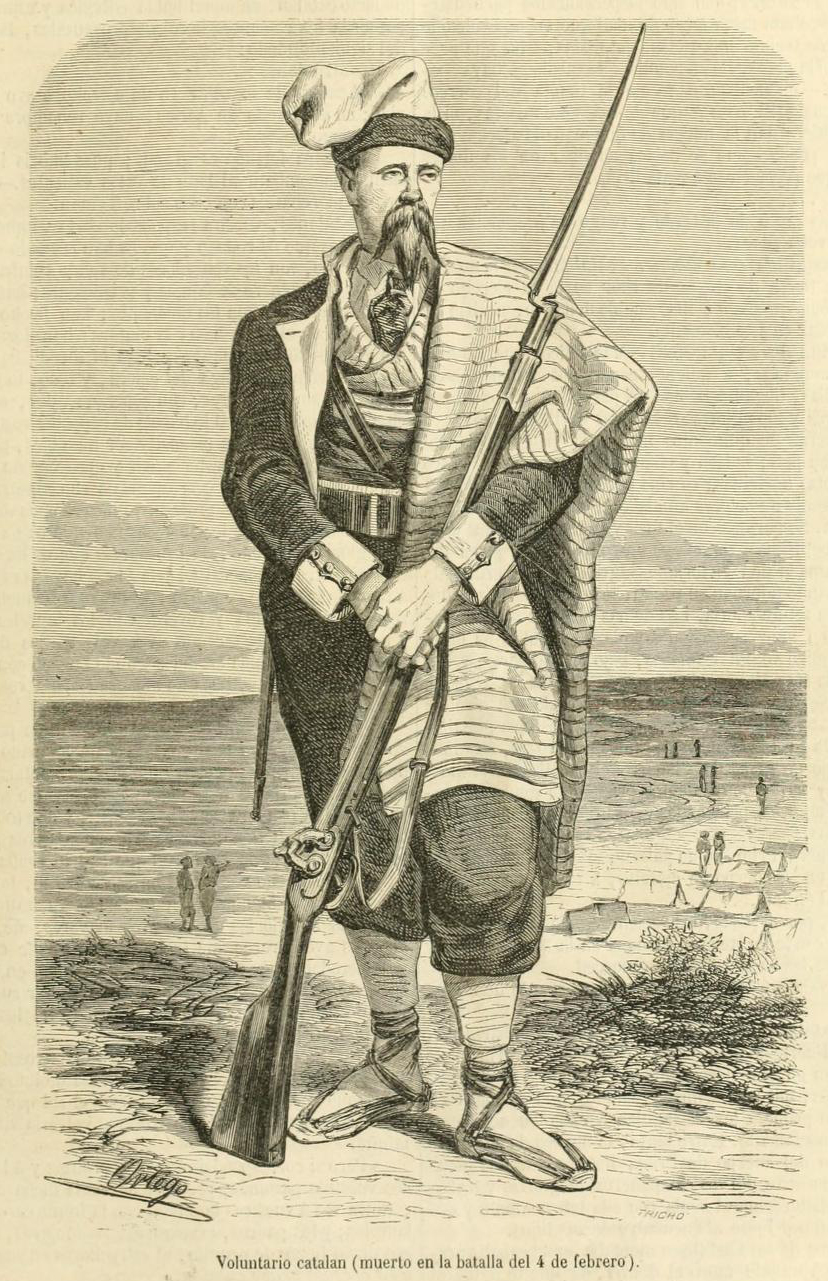
Litografia d'un voluntari català que portava espardenyes tradicionals durant la Primera Guerra del Marroc, 1859
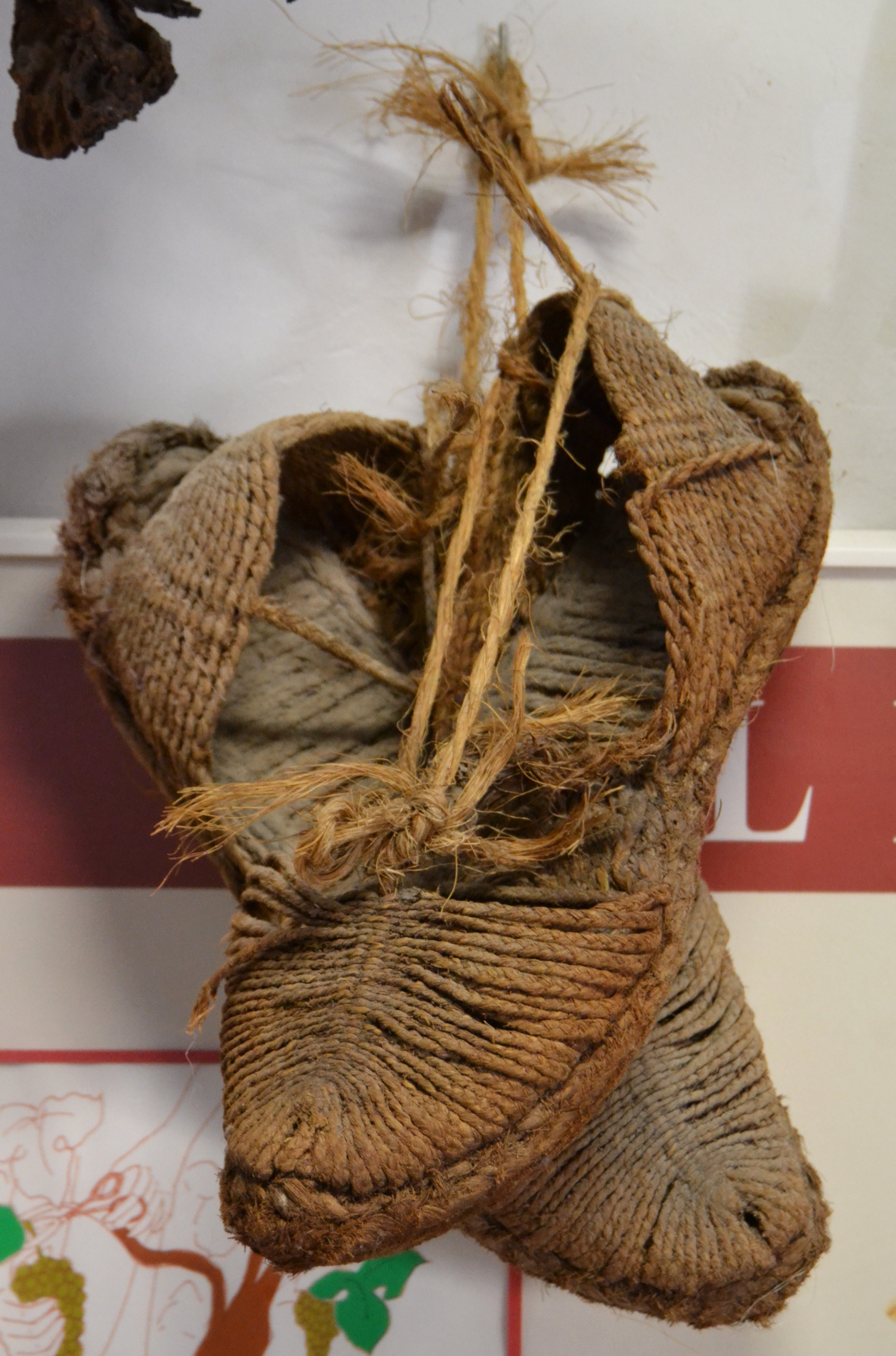
Espardenyes d'espart. Museu Etnològic de Castell de Guadalest
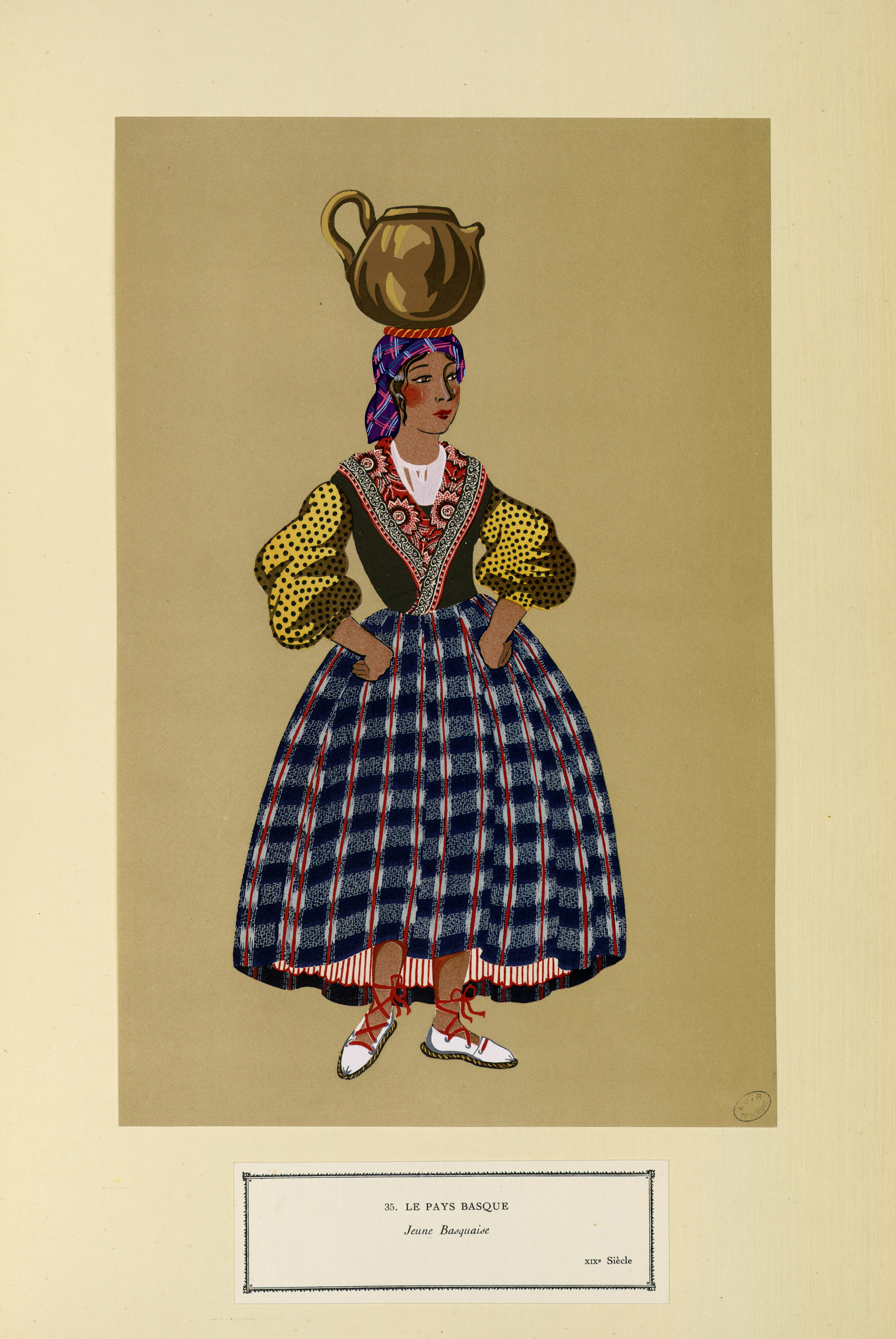
Jove basca del segle xix
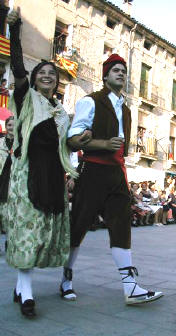
Dos balladors de la dansa de Campdevànol
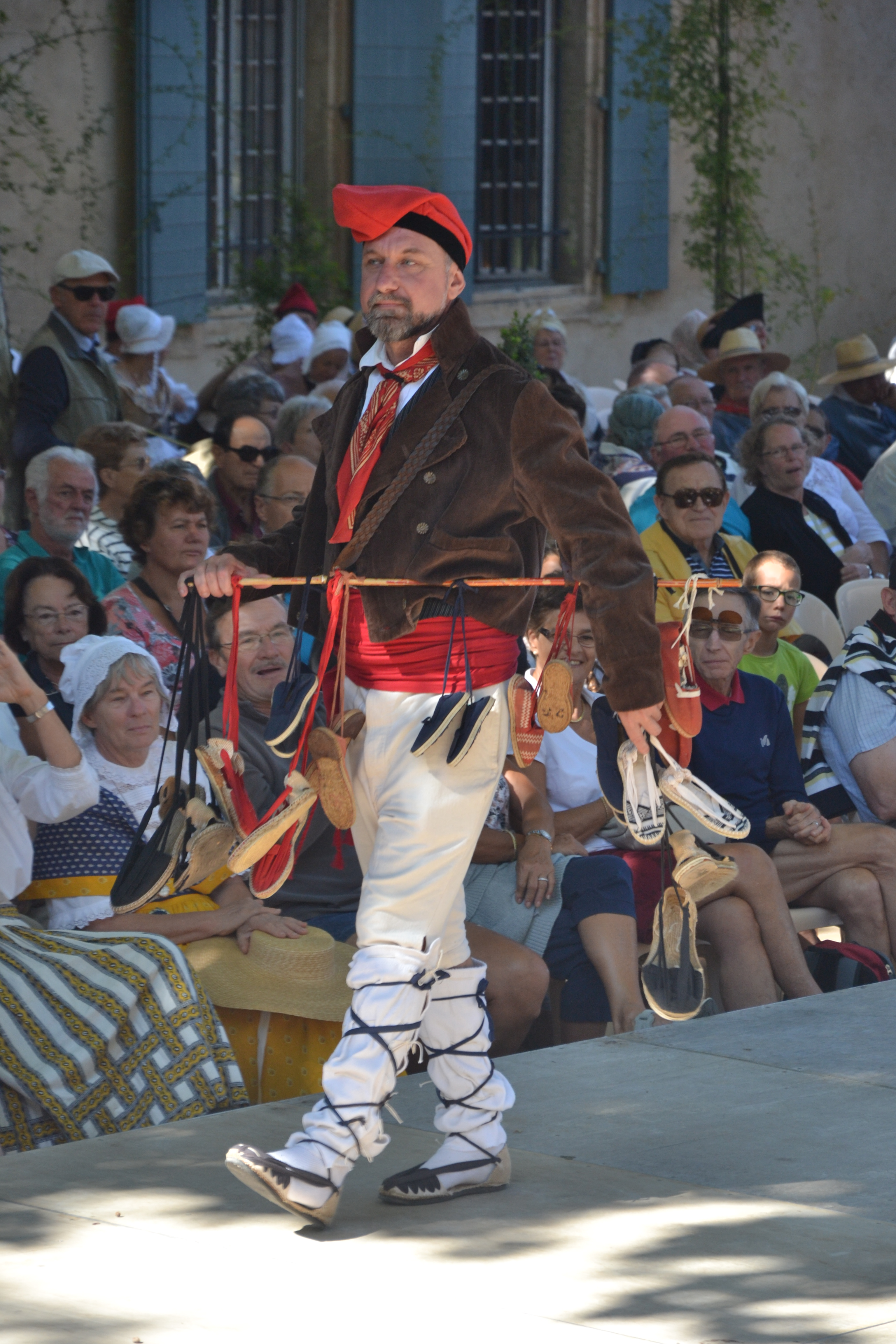
Home vestit de venedor ambulant d'espardenyes del segle xix

Va ser cap al 1860 quan es va introduir la indústria de l'espardenya a Sant Llorenç de Cerdans des de Catalunya. Va ser un home anomenat Francesc Sans qui va ser el primer a fabricar mecànicament espardenyes a Barcelona. Va ensenyar al seu nebot Joseph Sans els seus mètodes per desenvolupar aquesta indústria a Sant Llorenç, el seu poble natal. La invenció de Joseph Sans d'una especialitat de trenar a mà les soles va facilitar la producció d'espardenyes (més de 250 persones treballaven aleshores en la seva fàbrica). Al mateix temps, a Sant Llorenç es va començar a desenvolupar molts tallers de fabricació d’espardenyes. A principis del segle xx, la comuna de Sant Llorenç de Cerdans comptava amb més de 3000 habitants, una gran part dels quals (més de 1000 persones) estan ocupades en la fabricació de teles i espardenyes. Sant Llorenç es converteix llavors en un dels centres de producció més grans de França. A la dècada del 1950 es va iniciar una crisi que es va estendre durant vint anys (fins que es va reconvertir l'espardenya en calçat de luxe), que va causar la reducció del nombre de llocs de treball i el tancament gradual dels tallers. El 1976, només quedaven 490 persones a Sant Llorenç que treballaven a la indústria espardenya. Avui en dia, la majoria de les espardenyes venudes a França són importades d'Índia i Bangladesh, que són els principals productors de jute.
Durant la guerra civil espanyola, com que hi havia escassetat d’espardenyes a les botigues (com també d'aliments i begudes), les dones catalanes van començar a fer les espardenyes casolanes amb una sola a base de cautxú tallat de pneumàtics de vehicles i la resta de ganxet. El 1964, l'espardenya es va imposar per reial decret a la infanteria espanyola. A Catalunya, a la dècada del 1970, les espardenyes es consideraven el contrari de la modernitat, ja que no es volia associar la cultura catalana amb les espardenyes i la barretina, considerades massa regionals i folklòriques. Acabada la dictadura, els catalans volien obrir-se a l'exterior per mirar cap al futur i no tornar al passat: «La cultura catalana és molt més que espardenyes, sardanes i barça». Al segle xxi, l'espardenya als països catalans no té la mateixa consideració que a la dècada del 1970, passant a formar part de la moda estiuenca. Així mateix, també s'engloben en un nou procés d'assumpció i reivindicació de les tradicions catalanes, en particular les associades a les Festes Majors. Les espardenyes estan associades a la cultura catalana, a l'ecologia i a una posturbanitat molt de moda. S'han convertit en objectes de disseny. Encara avui formen part de l’uniforme de gala (utilitzat per a cerimònies de protocol) dels Mossos d’Esquadra, que són de color blau.

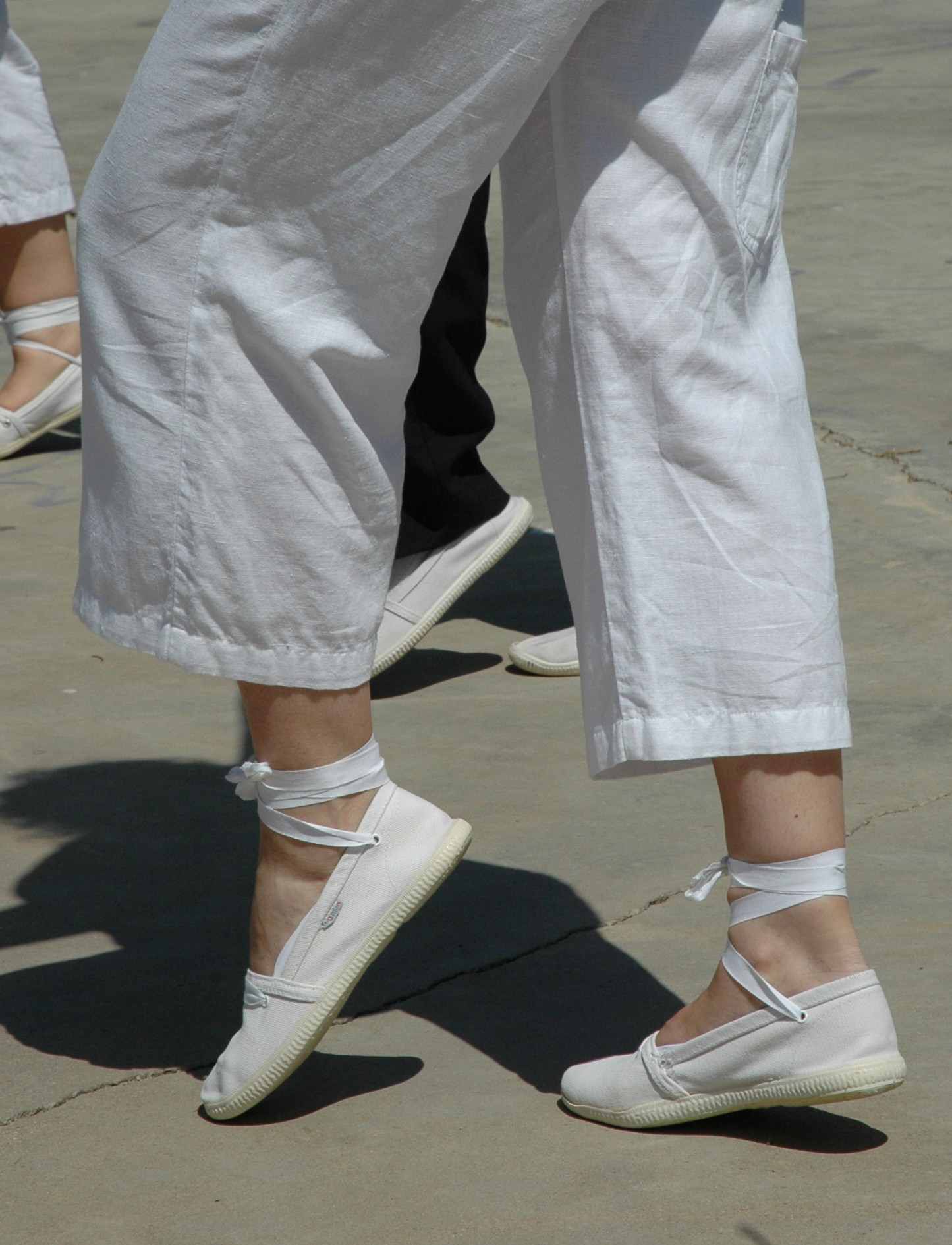
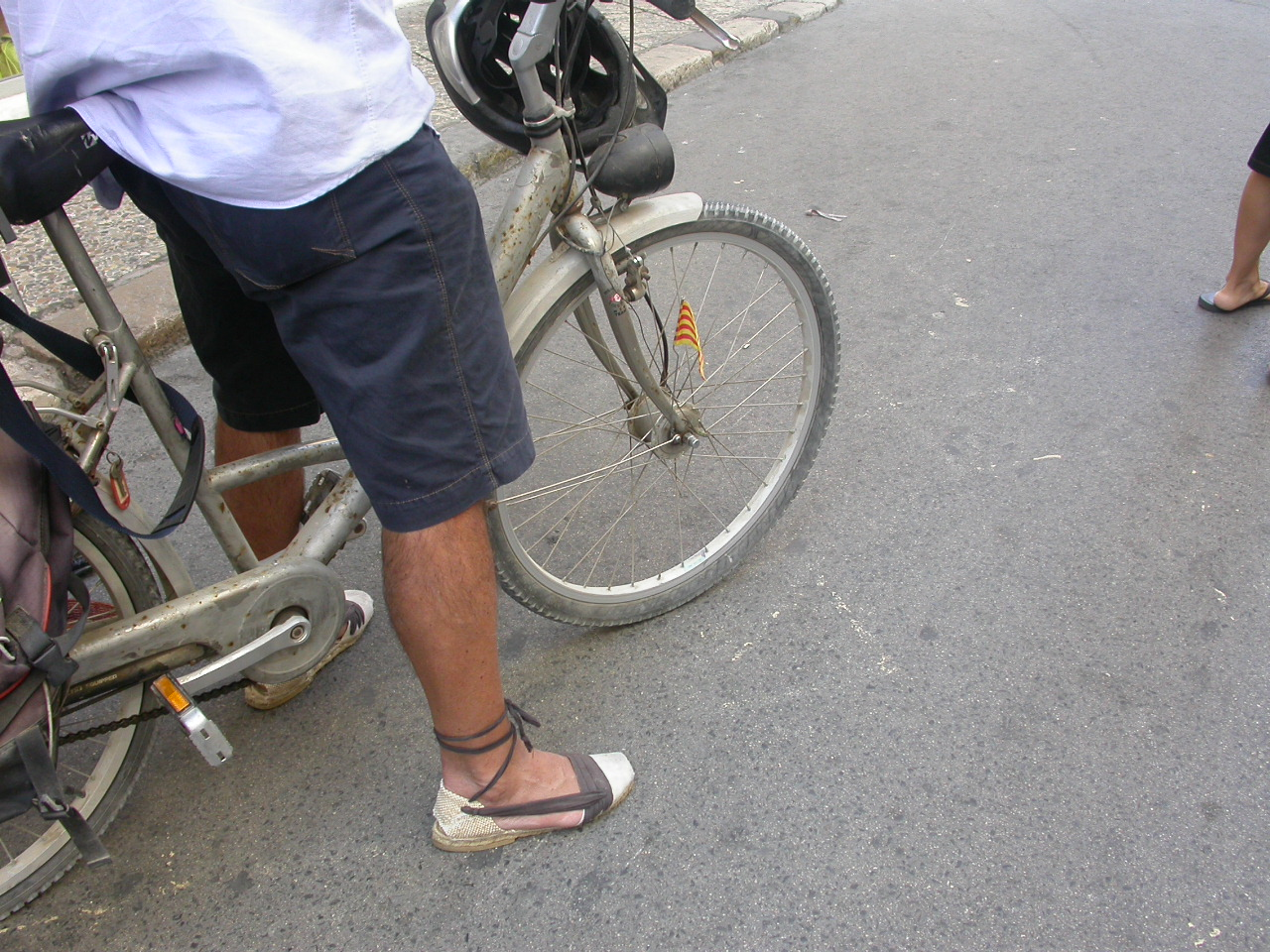
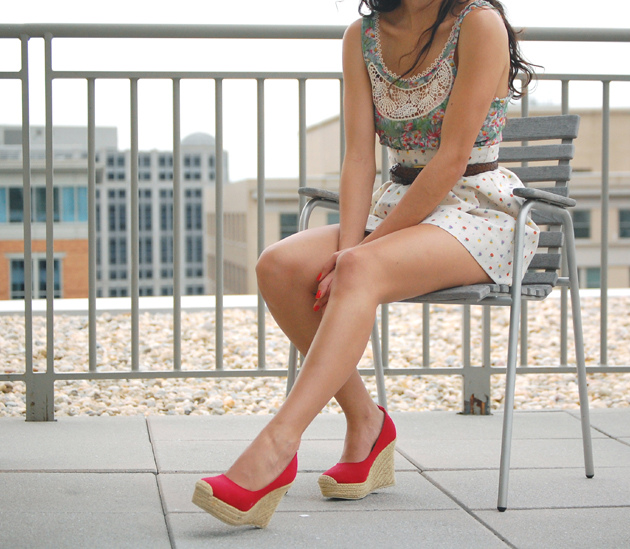

L'espardenya es va posar de moda als Estats Units d'Amèrica a la dècada del 1940 (anomenada espadrille); l'actriu Lauren Bacall a la pel·lícula Cayo Largo (1948) portava espardenyes lligades al turmell. La moda de l'espardenya als Estats Units d'Amèrica va reviure a la dècada del 1980 a causa de l’èxit de Miami Vice: el personatge Sonny Crockett (interpretat per Don Johnson) portava espardenyes. El 2013 a les botigues de sabates de luxe a la ciutat de Nova York, un parell d’espardenyes podien costar gairebé 500 dòlars.
Tant a l'Argentina com a l'Uruguai, l'espardenya va ser utilitzada pels treballadors rurals en substitució de la bota de poltre. A diferència d'altres vestimentes, la humil espardenya es va convertir en una peça utilitzada per a tots dos sexes. Útils per als que podien així fer llargues jornades còmodament calçats, els camperols van començar a utilitzar espardenyes durant les jornades estiuenques. Actualment, a l'Argentina ha quedat per a actes culturals, per a camperols i gautxos, encara que és freqüent l'ús d'aquest còmode i lleuger calçat per part de la major part de la població quan està de vacances en zones càlides del país. Les espardenyes van entrar en l'escenari polític argentí durant els moments previs als períodes presidencials de Juan Domingo Perón a l'associar-amb la classe obrera. En 1943 i 1944 el moviment estudiantil oposat a Perón i els sindicats que donaven suport les seves mesures laborals, van començar a utilitzar el lema: «No a la dictadura de les espardenyes» que va ser al seu torn respost amb el lema «espardenyes sí, llibres no». A la primera meitat de segle xx era tan comú l'ús de les espardenyes entre les classes humils argentines que va prendre gran importància l'empresa anomenada Fàbrica Argentina de Alpargatas, la qual se solia promocionar amb els artístics almanacs de paret il·lustrats per Florencio Molina Campos.
En canvi, a l'Uruguai (on també són d'ús rural i artístic) així com a Xile, s'utilitzen a l'estiu per anar a la platja, o per realitzar qualsevol activitat a l'aire lliure. Per ser un calçat fresc, deixa respirar el peu, i s'adapta a la seva forma, sent confortable per realitzar diverses activitats. A l'Uruguai també s'elaboren espardenyes amb sola de goma, a les que s'anomena comercialment «rancheritas».
A Colòmbia és part de la indumentària de la majoria dels vestits típics, sent, en alguns casos, de fique o cocuiza, i en altres de cuir. Els habitants de la conca del riu Orinoco les fabriquen també en pell d'animal i les anomenen «cotitzas» o «cocuizas». L'espardenya és usada indistintament per homes i dones, encara que algunes puguin tenir varietats de vores i formes del teixit, així com una «amapolita» a la tela, de color contrastant, per diferenciar-les de les d'ús universal. Els tradicionalistes sostenen que aquest detall correspon a la cultura indígena Wayúu de la Península de la Guajira, però li és aliè al ball del tamunangue a l'Estat Lara (Veneçuela), on el calçat és típic de les dones.
A Veneçuela és un calçat lleuger i còmode, molt apropiat per al clima tropical, usat sobretot pels Wayúu, encara que també l'espardenya és utilitzada en la regió de les planes veneçolanes i en moltes àrees rurals de país.

## Les espardenyesmodernes
Antigament calçat de pagesos i de treballadors urbans, les espardenyes han crescut en popularitat, sobretot a la costa atlàntica francesa propera al País Basc i a la costa mediterrània des de Granada fins a Girona, on molts homes i dones les porten durant els mesos de primavera i estiu. Hi ha disponibles molts dissenys d'espardenyes. Normalment es fabriquen a Catalunya, França, Espanya i al sud d'Àsia. Les espardenyes modernes són predominantment per a les dones, tot i que algunes sabates d’home estan fetes d’aquest estil.
Les soles d’espardenyes poden ser planes, de plataforma o en forma de falca, fetes de fibra natural. La tela por ser de gairebé qualsevol material. Les espardenyes poden tenir la part dels dits de peu oberts o tancats, la part del taló obert o tancat, i es poden fixar-se al turmell amb cordons o posar-se com si fossin sabates. Es poden trobar milers de varietats d’espardenyes, des de marques barates fins a marques de dissenyadors a un preu més elevat.

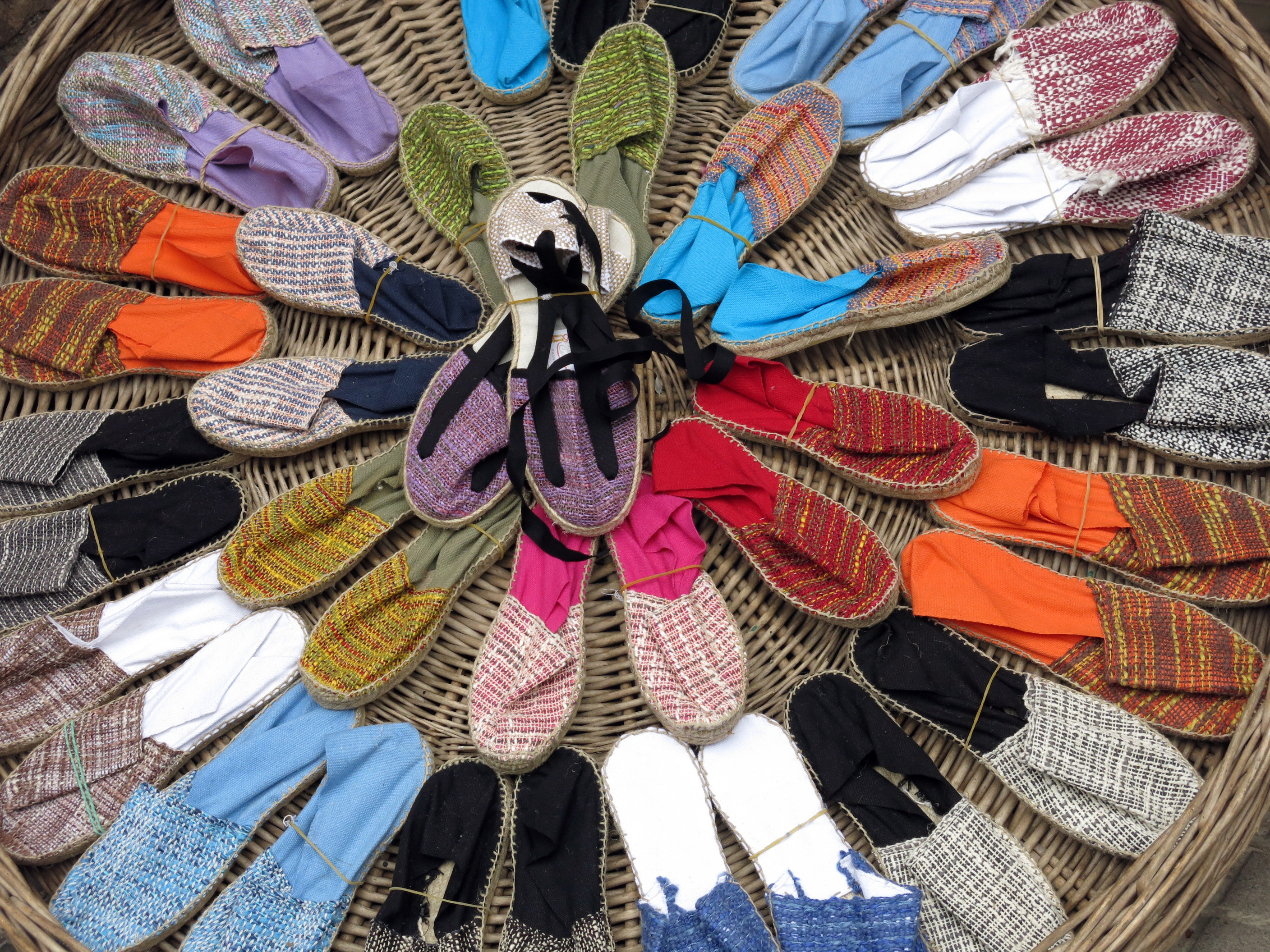
Espardenyes a la Fira Modernista de Terrassa, mercat artesà i d'alimentació
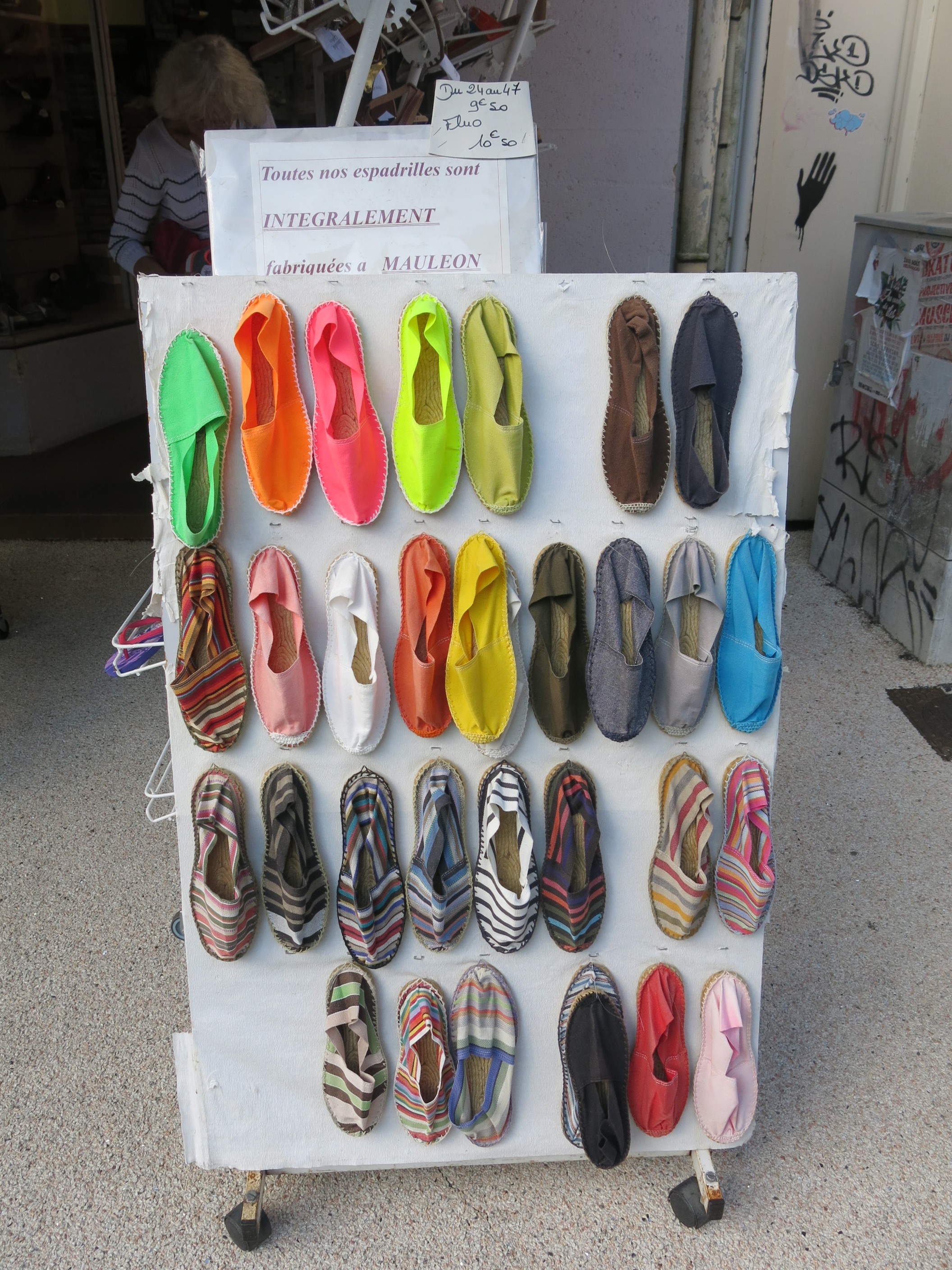
Espardenyes o, en francès, espadrilles de Mauléon, França, de l'estil sovint anomenat "càmping".
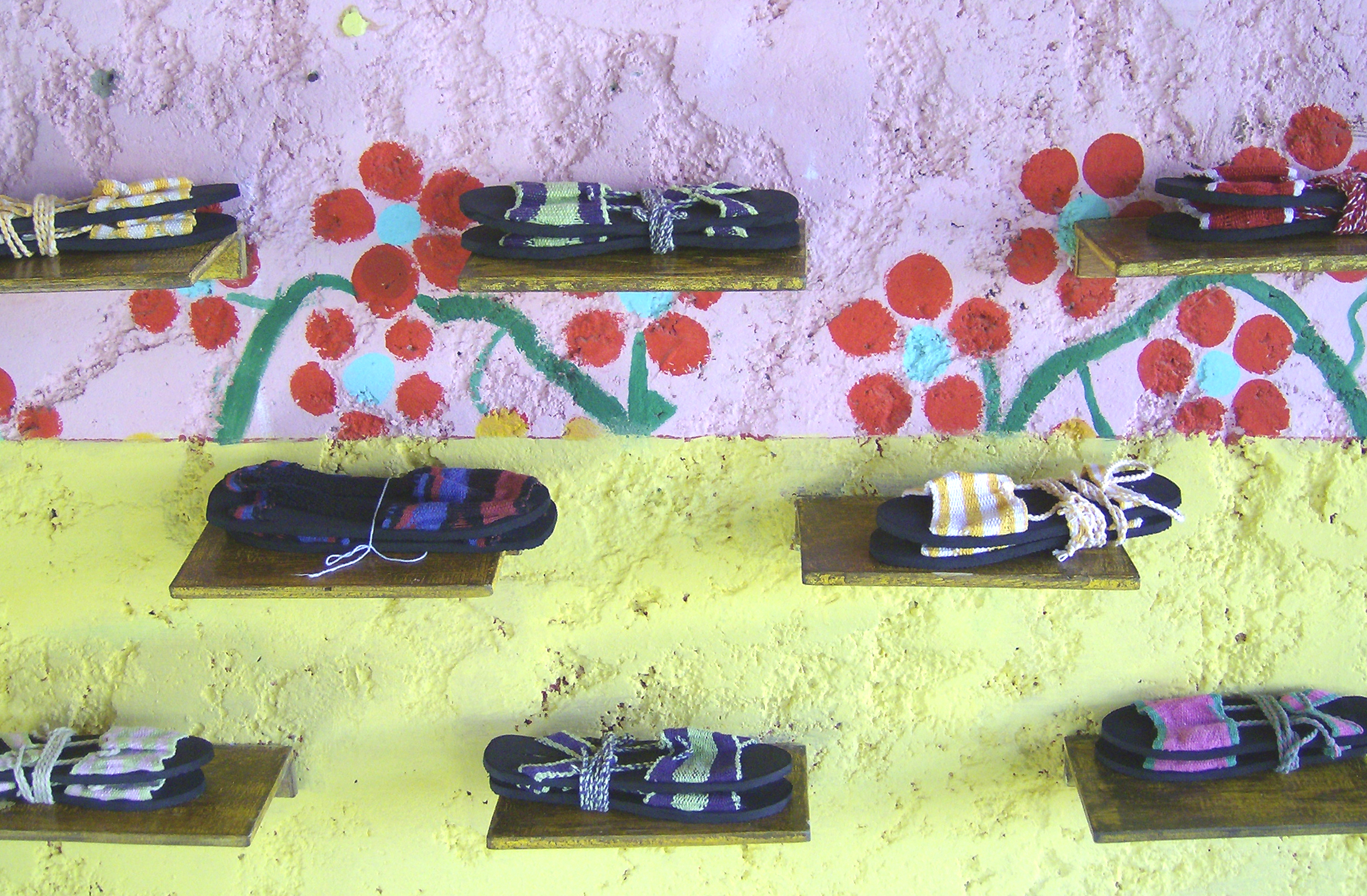
Espardenyes fabricades de forma artesanal a Nueva Esparta, Veneçuela

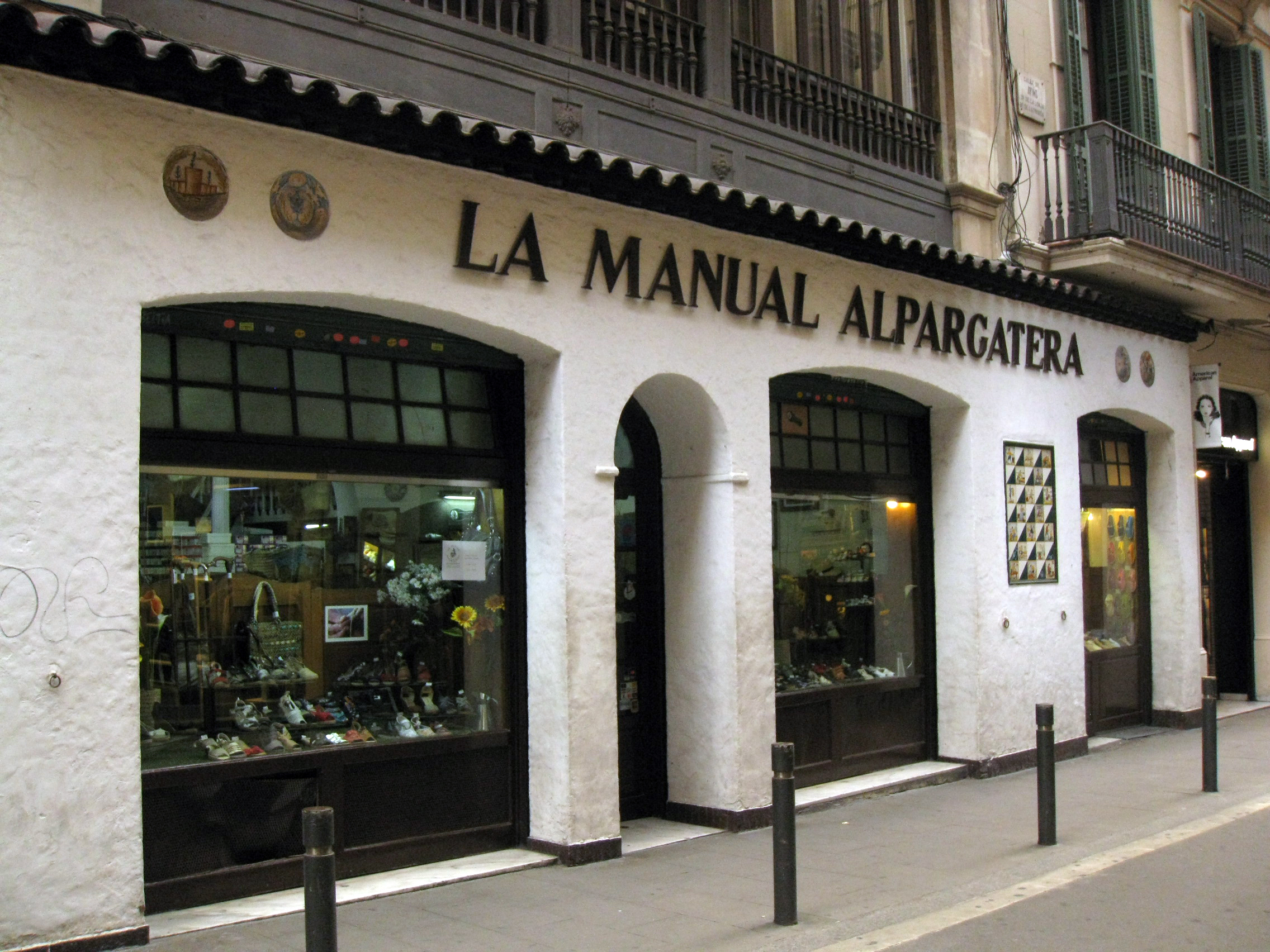
La Manual Alpargatera, carrer Avinyó, Barcelona

Al 1940, Emilia Martinez, una emprenedora Catalana va tindre la visió d'introduir a la espardenya tradicional al món de la moda, un calçat utilitzat únicament per a treballar al camp o en festivitats tradicionals.
Emilia va afegir-hi a l'espardenya el tacó y llistons de colors a la clàssica espardenya de tota vida, convertint-la en una peça de moda.
L'origen de la primera espardenya encara es desconeix, però sabem amb certesa que va ser a La Manual Alpargatera, al carrer Avinyó de Barcelona, on la espardenya va passar de ser un calçat de treball a un calçat digne de la industria de la moda.
Les espardenyes amb forma de falca van ser popularitzades per primera vegada pel dissenyador de moda francès Yves Saint-Laurent. En una fira de París el 1970 va entrar en contacte amb el fabricant d’espardenya català Castañer. Yves Saint-Laurent feia mesos que buscava en va algú que li fes una espardenya de falca. Castañer va aconseguir interpretar la visió de Yves Saint-Laurent i les espardenyes de falca van ser un èxit instantani, que van influir en la moda fins avui.

### Espardenyes amb sola de jute
A causa del cost i la disponibilitat de material, les soles de les espardenyes es fan ara habitualment amb corda de jute. El color blanc brillant natural del jute és una característica principal del disseny de les espardenyes modernes.
Bangladesh és el productor de jute d'alta qualitat i s'ha convertit en un centre de fabricació de soles de juta de qualitat i d'espardenyes completes. El 90% del total de la producció mundial d’espardenyes completes, a més de les soles de jute, ara es fabrica a Bangladesh, tot i que alguns fabricants europeus importen soles de jute de Bangladesh per acabar les espardenyes en els seus països. També es fabriquen espardenyes completes a l'Argentina (conegudes com a alpargatas), Bolívia, Xile, Colòmbia, Paraguai i Veneçuela amb juta importada de Bangladesh.
Les soles de jute solen incloure cautxú totalment o parcialment vulcanitzat a sota de les soles de jute per a soles d'espardenya de llarga durada, per a repel·lir la humitat i protegir la sola del desgast. De vegades s'utilitza làtex per a protegir la sola, encara que no són tan duradores en comparació amb les vulcanitzades. Les soles de jute poden incloure goma EVA o talons de fusta.

### Fabricació
La fabricació de les espardenyes modernes és generalment més complexa que la de sandàlies. Les soles de jute són la part més crítica. Les cordes de jute es trenen primer a màquina. Aquestes trenes es dona la forma de sola manualment, i es pressionen hidràulicament amb calor per a crear la forma final i es completen amb costures verticals. Aquestes soles bàsiques es vulcanitzen a continuació. S'enganxen al seu lloc la goma EVA o la fusta i s'embolcallen amb més trenes de jute al seu voltant per completar les soles.
- Fabricació d'una sola d'espardenya

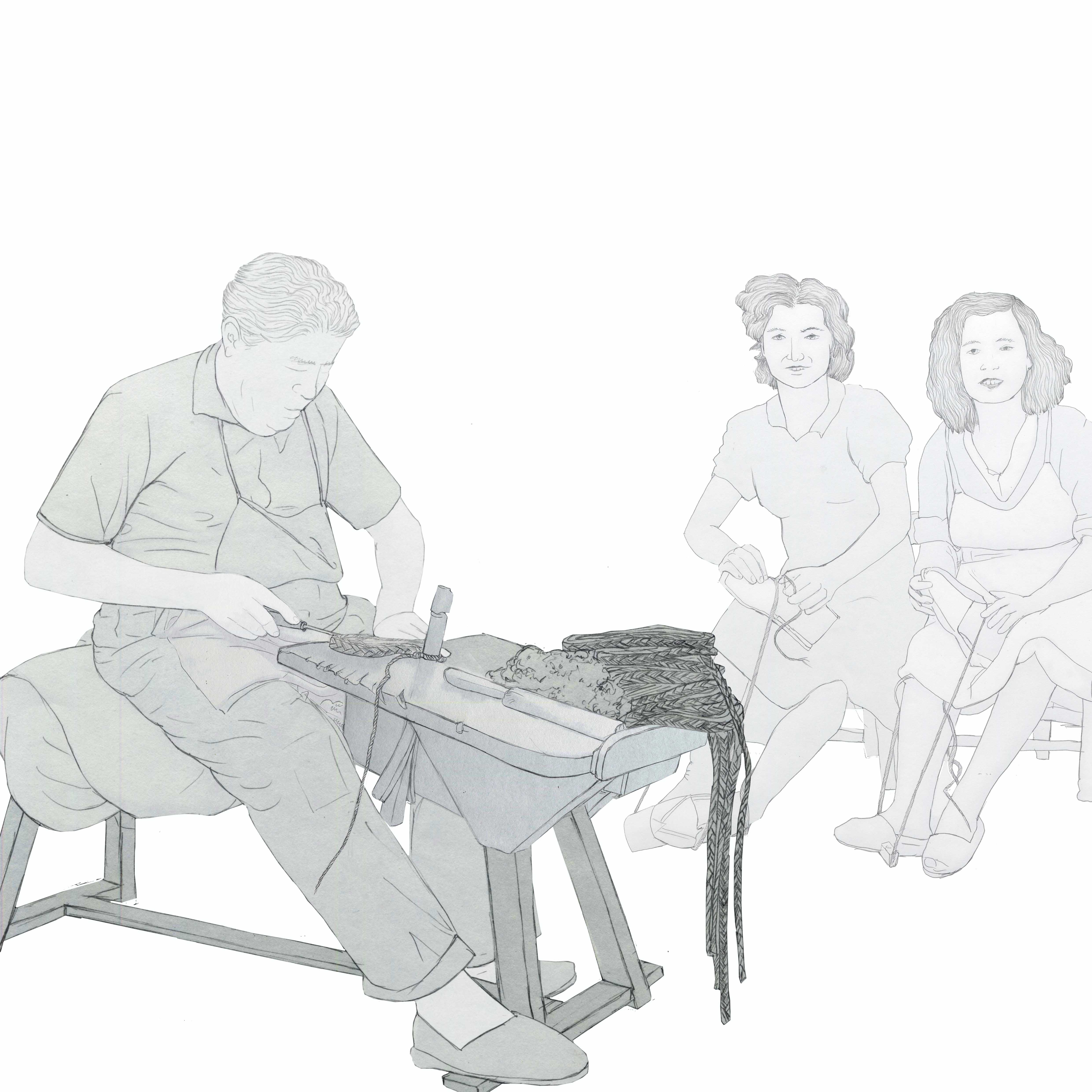
Fabricació tradicional d'espardenyes, Museu Valencià d'Etnologia

A continuació, es creen capes superiors de diferents estils a les soles de jute per completar la seva fabricació.

## Tipus d'espardenyes tradicionals
- Espardenya amb aletó: disposa d'un bocí de tela per sobre el peu que el tapa i, partint d'una banda, s'embotona a l'oposada.
- Espardenya barcelonina: segons el territori s'entén per espardenya barcelonina dues de diferents:
  - l'espardenya que disposa de dues vetes.
  - l'espardenya que disposa de cinc tombs i veta negra.
- Espardenya bebè: típica mallorquina. La que té una corretja que va d'una banda a l'altra.
- Espardenya catalana: disposa d'una empenya de tela que cobreix el peu i és de color blanc.
- Espardenya de cama alta: disposa de dalts com una sabata.
- Espardenya de capellà: és molt coberta i del tot negra.
- Espardenya de cara ampla: típica valenciana. Tapa amb l'empenya tots els dits.
- Espardenya de careta: típica valenciana. Tapa el dit gros amb roba feta de cànem.
- Espardenya de dos cosits: tipus que rep dos cosits diferents, un a l'empenya i després passant les agulles per cada punt d'aquest primer cosit per unir-lo amb la sola.
- Espardenya de pinxo: disposa d'un floquet que l'adorna.
- Espardenya de ramalet (o envetada): disposa de vetes o cordons per subjectar-la al turmell.
- Espardenya de set brencs, espardenya de set vetes o Solsonina: espardenya amb set vetes, amb set vies per cada costat des de davant fins a darrere.[29]
- Espardenya de taló alt: amb taló alt de cunya, pot tenir vetes o no. Les porten les dones a l'estiu.
- Espardenya de Valls: disposa de set vies de veta per banda.
- Espardenya d'un cosit: típica mallorquina. en fer-la es cus directament amb la sola.
- Espardenya empordanesa: és blanca i cobreix amb tela tot el peu.
- Espardenya envetada: vegeu espardenya de ramalet.
- Espardenya escotada: disposa d'una tireta de banda a banda en substitució de l'empenya.
- Espardenya rodona: manca de corretja o de qualsevol altra cosa que la subjecti.
- Espardenya russa: disposa de dues peces que parteixen de cada banda del peu i que es tanquen al mig travant-se amb capets. Tot i el nom, no és russa.
- Espardenya sencera: disposa de set tombs que tapa la totalitat de la mitja.
- Espardenya tapada: disposa de l'empenya feta de tela.
- Espardenya tarragonina: disposa de les vetes de color negre, punta blanca i un total de cinc tombs.
- Espardenya vigatana: del tot negra i envetada.

## Galeria

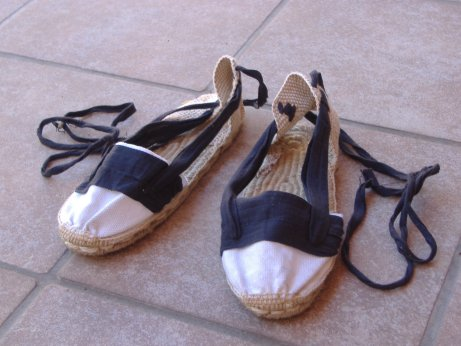
Espardenyes amb llaços (espardenya de vetes)
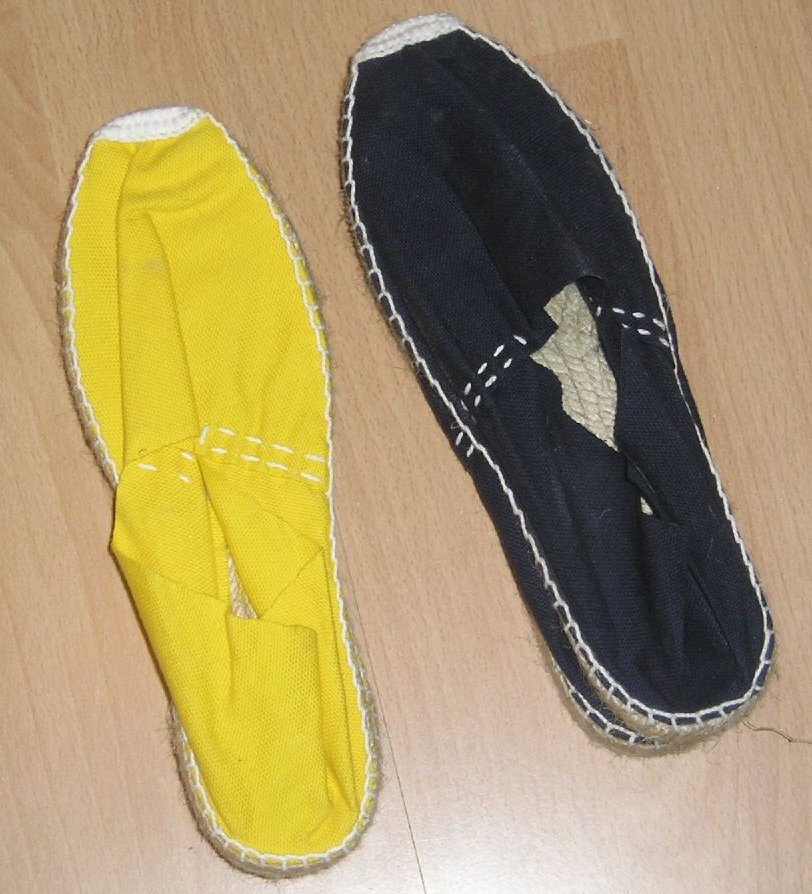
Espardenyes sense llaços
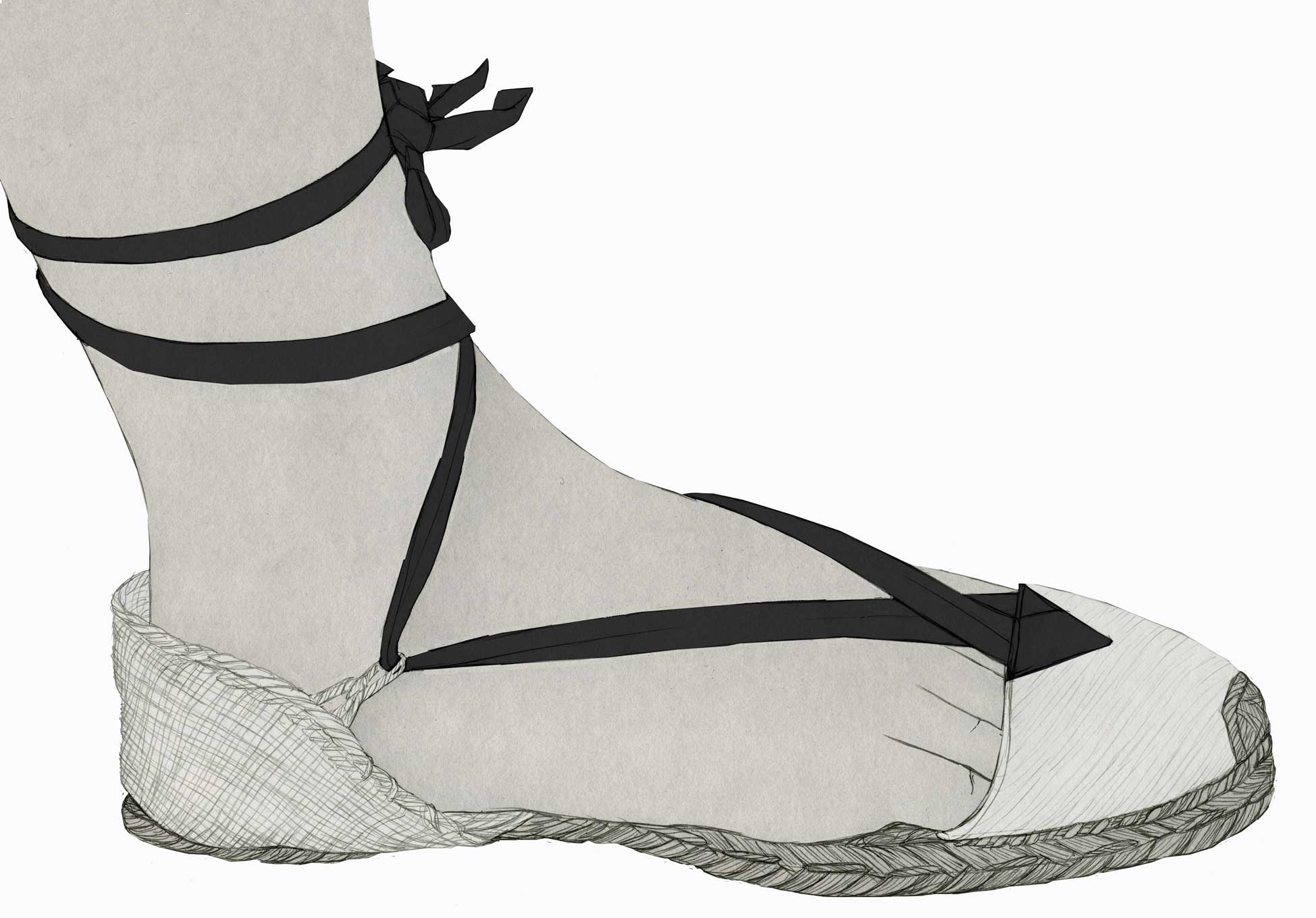
Espardenya de careta. Museu Valencià d'Etnologia
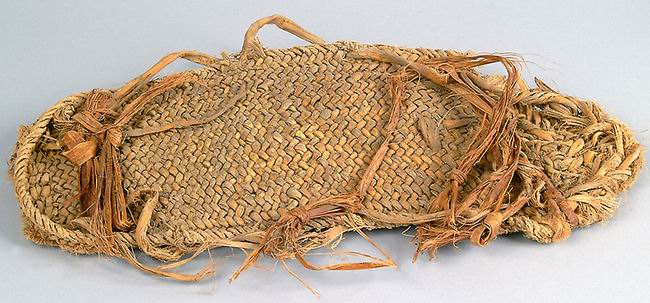
Espardenya del Chaco Canyon, Estats Units d'Amèrica..